# Breviceps branchi
Breviceps branchi is een kikker uit de familie blaasoppies (Brevicipitidae).
De kikker werd voor het eerst wetenschappelijk beschreven door Alan Channing in 2012. Het beschreven exemplaar komt uit de kustregio Namakwaland in Zuid-Afrika. De soort lijkt v.w.b. het kleurenpatroon en algemene vorm op Breviceps namaquensis maar onderscheidt zich wat betreft morfologie van hand en voet en de 165 rRNA volgorde.